# Чартой, Адам
Адам Чартой (род. 17 марта 1997) — шведский боксёр, выступающий в средней весовой категории (до 75 кг), участник летних Олимпийских игр 2020 года в Токио.

## Карьера
Чеченец. Представляет клуб «Hammarby IF Boxning» (Стокгольм). Начал заниматься боксом в четыре года в Вестеросе (Швеция) под влиянием своего старшего брата, который занимался боевыми искусствами. В девять лет семья переехала в Стокгольм, где Чартой продолжил тренировки. В январе 2021 года был признан лучшим шведским боксёром среди мужчин.
На Олимпиаде в Токио в первом же бою Чартой проиграл представителю Аргентины Франсиско Верону и выбыл из дальнейшей борьбы.